# Na náspu (Praha)
Ulice Na náspu na Hradčanech v Praze spojuje ulice Keplerova a Černínská. Krátká ulice vznikla na přelomu 17. a 18. století pomocí umělého násypu na oddělení zdi zahrady Černínského paláce a zdi hřbitova v severní části ulice. Jen jediný dům na čísle 2 má do ní vchod a bydlel zde známý český režisér Karel Kachyňa. Název "Na náspu" se oficiálně používá od roku 1870.

## Budovy, firmy a instituce
- měšťanský dům – Na náspu 2[4]